# Jan Vojtíšek
Jan Vojtíšek (19. července 1917 Linhartské Vážany – 4. května 1998, Křenovice) byl český fotbalový obránce a trenér.

## Fotbalová kariéra
S kopanou začínal v rodných Linhartských Vážanech spolu s bratry Miroslavem a Jiřím. Od 17 let nastupoval za vážanské muže, poté přestoupil do Moravské Slavie Brno. V nejvyšší soutěži hrál za SK Prostějov a SK Olomouc ASO. Nastoupil v 90 utkáních, neskóroval. V roce 1940 se stal vítězem Českého poháru jako kapitán mužstva SK Olomouc ASO. Hráčskou kariéru ukončil v Křenovicích ve věku 48 let, poslední 2 sezony nastupoval společně se synem Janem.

### Reprezentace
Za československé B-mužstvo nastoupil jednou (22. června 1947 v Amsterdamu) ve vítězném utkání proti domácímu Nizozemsku (2:1).

### Prvoligová bilance
| Ročník               | Zápasy | Góly | Minuty | Klub           |
| -------------------- | ------ | ---- | ------ | -------------- |
| Národní liga 1939/40 | 1      | 0    | 90     | SK Prostějov   |
| Národní liga 1941/42 | –      | 0    | –      | SK Olomouc ASO |
| Národní liga 1942/43 | –      | 0    | –      | SK Olomouc ASO |
| Národní liga 1943/44 | –      | 0    | –      | SK Olomouc ASO |
| Státní liga 1946/47  | –      | 0    | –      | SK Olomouc ASO |
| CELKEM               | 90     | 0    | –      |                |

## Trenérská kariéra
Začátkem 50. let 20. století se stal hrajícím trenérem v brněnské Líšni a později v Křenovicích.